# Municipalità di Clare and Gilbert Valleys
La municipalità di Clare and Gilbert Valleys è una Local Government Area che si trova in Australia Meridionale. Essa si estende su una superficie di 1.840 chilometri quadrati e ha una popolazione di 8.743 abitanti. La sede del consiglio si trova a Clare.